# Ryobi
Ryobi Limited je japonsko podjetje, ki proizvaja električna in akumulatorska orodja, elektronske komponente za avtomobile, tiskarske stroje in telekomunikacijsko opremo. 